# Факультет
Факульте́т (нем. Fakultät, от лат. facultas «возможность, способность») — учебно-научное и административное структурное подразделение высшего учебного заведения, осуществляющее подготовку студентов и аспирантов по одной или нескольким родственным специальностям, повышение квалификации специалистов, а также руководство научно-исследовательской деятельностью кафедр, которые он объединяет.
В высших учебных заведениях ряда стран учебные подразделения, соответствующие факультетам, могут называться департаментами, институтами, колледжами. В большинстве стран факультетами (англ. faculty) называется только совокупность преподавателей таких подразделений, в англосаксонской модели образования факультеты, в отличие от департаментов, отделений, колледжей, не включают в себя студентов, так как программы их обучения часто являются междисциплинарными.

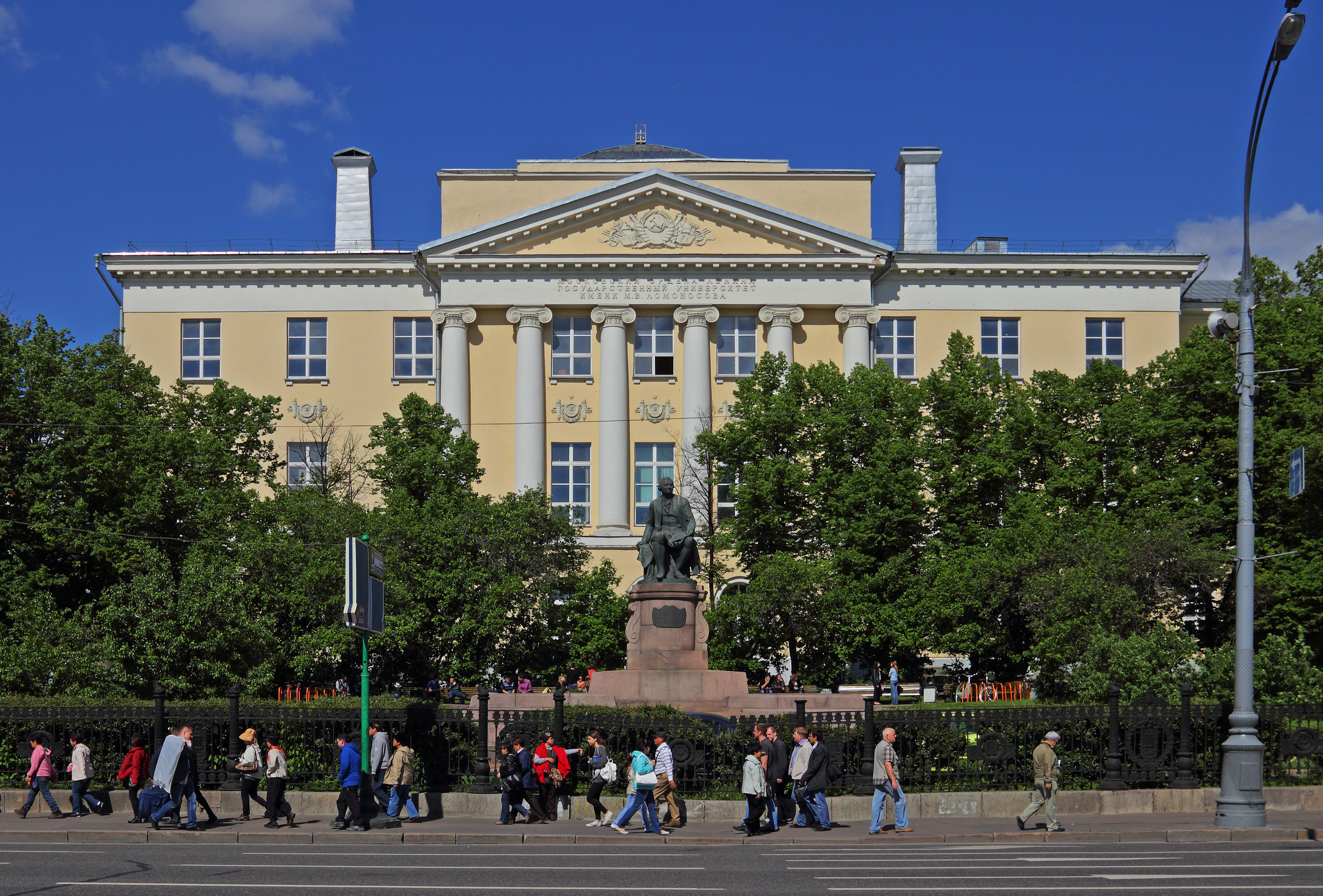
Факультет журналистики МГУ

## В России
Руководство работой факультета осуществляет декан, который избирается в порядке, определяемом уставом высшего учебного заведения, учёным советом высшего учебного заведения или советом структурного подразделения путём тайного голосования из числа наиболее квалифицированных и авторитетных работников высшего учебного заведения, имеющих учёную степень или звание, и утверждается в должности приказом ректора. Для руководства отдельными направлениями деятельности факультета (учёба, научные исследования и т. д.) назначаются заместители декана. Для рассмотрения ключевых вопросов деятельности факультета при декане организуется совет факультета. Основным учебным и научно-исследовательским подразделением факультета является кафедра, в составе которой могут создаваться секции. Для организации учебной работы в составе факультета создаются отделения. Отделения выделяются либо по специальностям или специализациям, либо по форме обучения (заочное, очное, подготовительное, вечернее).

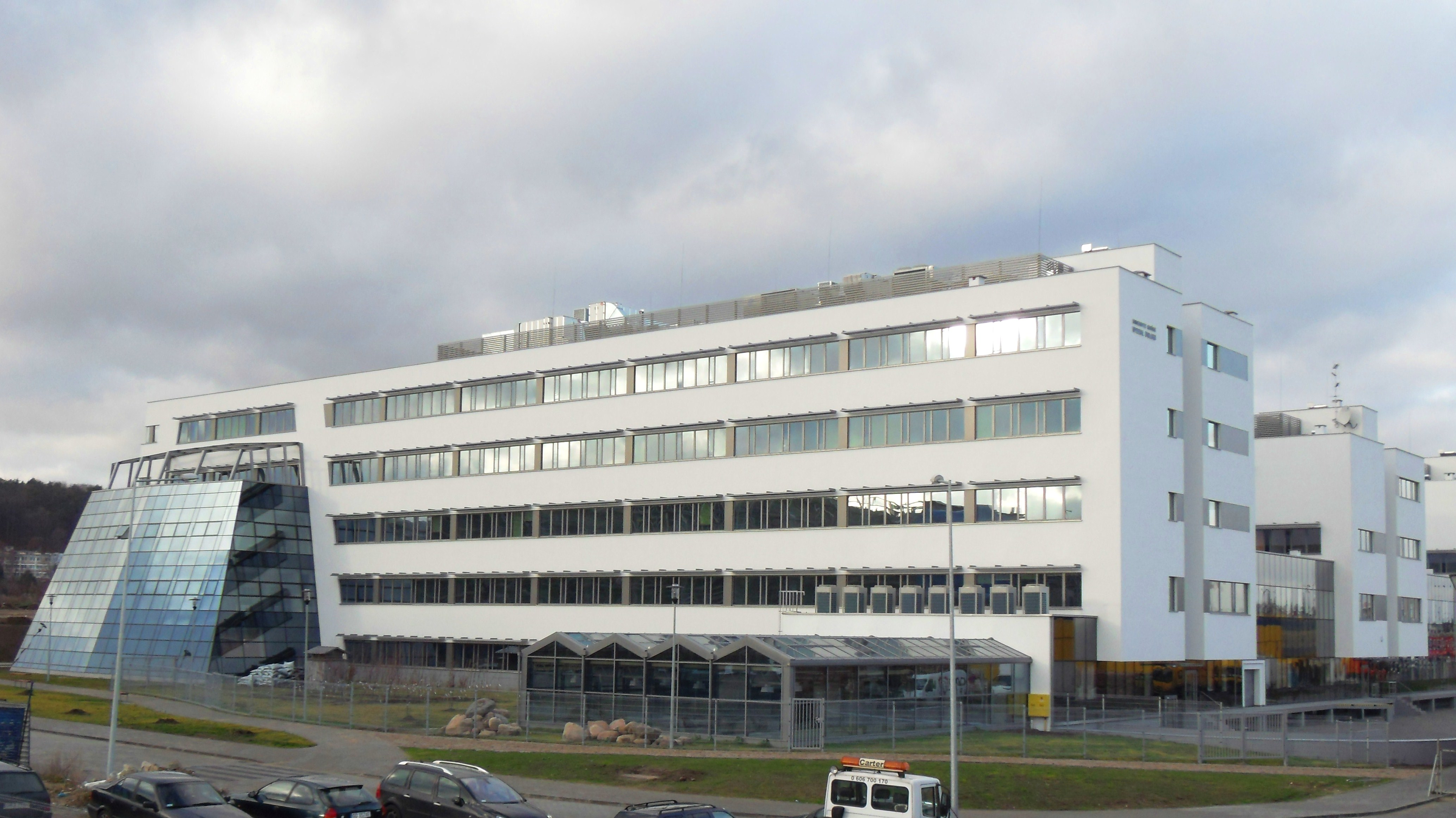
Биологический факультет Гданьского университета (Польша)

Согласно Болонскому процессу абитуриент поступает в вуз не на специальность (как было прежде), закрепленную за выпускающей (профилирующей) кафедрой, а на программу направления подготовки. При этом за каждой кафедрой закрепляется определённый содержательный фрагмент этой программы. И в этой ситуации важную роль играет выпускающая (профилирующая) кафедра, которая отвечает за специализацию студентов, программным путем координирует междисциплинарные связи, обеспечивает связь с профессиональным сообществом.
Для ведения научно-исследовательской работы в составе факультета создаются лаборатории и научно-исследовательские центры.
Факультет является основным типом учебного подразделения вуза. Иногда факультеты близких специальностей группируются в рамках вуза в более крупные подразделения (которые получают названия, характерные для вузов, — институты, академии и т. п.). Во многих вузах существуют самостоятельные заочные и вечерние факультеты, подготовительные факультеты, факультеты повышения квалификации специалистов.

## История
Деление учебных заведений на факультеты возникло и установилось в средневековых университетах.
Как правило, средневековый университет состоял из четырёх факультетов:
- Факультет свободных искусств («Факультет искусств»). Этот факультет был общеобразовательным. На нём обучались семи свободным искусствам и философии, то есть, полному циклу наук. Обучение на этом факультете было первой ступенью образования. После окончания факультета искусств студент мог поступить на один из трёх специальных факультетов;
- Медицинский факультет;
- Юридический факультет;
- Теологический факультет.

В XVI веке в период Реформации в Германии факультет свободных искусств был переименован в философский факультет. В других странах факультеты свободных искусств сохранились до нашего времени.
С развитием науки в XVIII—XIX веках количество факультетов значительно возросло. Общеобразовательный философский факультет начали делить на естественнонаучный и гуманитарный (название «философский факультет» при этом закреплялось за подразделением, где преподают только философию). Естественнонаучный факультет назывался физико-математическим или факультетом наук, гуманитарный — историко-филологическим или факультетом словесности. Количество факультетов росло и дальше, физико-математический факультет разделился на математический факультет и факультет естественных наук, выделялись биологические, технические и другие факультеты.
Развитие промышленности повлияло на создание новых факультетов в вузах, однако не все специальности включались в цикл университетских учебных дисциплин. В XIX веке и начале XX века прикладные науки часто изучались в технических вузах, где подразделения, аналогичные факультету, часто назывались отделениями.